# Menatorhis
Menatorhis elegans, Balaninus elegans, Curculio elegans
Genre
Espèce
Synonymes
- †Balaninus elegans Piton, 1940,
- †Curculio elegans Legalov 2015

Menatorhis est un genre fossile de coléoptères de la famille des Curculionidés, de la sous-famille des Curculioninés et de la tribu des Curculionini.
Le genre ne compte qu'une seule espèce, Menatorhis elegans (Piton, 1940) (synonymes : Balaninus elegans Piton, 1940, Curculio elegans Legalov, 2015), qui a été trouvée dans le gisement Éocéne de Menat dans le Puy-de-Dôme.

## Classification
Le genre Menatorhis est décrit Legalov, Kirejtshuk (d) & Nel en 2017.
L'espèce Menatorhis elegans est décrite, sous le protonyme Balaninus elegans par Piton, 1940. Elle est renommée Curculio elegans par Legalov en 2015. Elle aussi renommée Menatorhis elegans en 2017.

## Description

### Caractères
La diagnose de L. Piton en 1940, : 

« Insecte long de 5 m/m, non compris le rostre qui en mesure 4. Tête petite, à yeux de faible taille, globuleux, saillants. rostre très allongé, légèrement incurvé, scrobe assez long situé à la base du rostre, scape relativement court, pas plus long que le scrobe. funicule de 7 articles allongés, légèrement dilatés à leur extrémité, suivis d'une massue assez volumineuse, ovalaire.
Thorax à bord antérieur incurvé, bord postérieur arrondi, finement strié longitudinalement, ayant la forme générale d'un tronc de cône. elytres ovalaires allongés, à extrémité arrondie, ornés de stries longitudinales non ponctuées. ecusson petit. pattes à fémurs courts, dilatés, présentant tous à leur bord interne une dent spiniforme. Tibias antérieur et intermédiaire courts, incurvés. tibia postérieur plus long et plus droit. Coloration gris brun clair. ».

### Dimensions
La longueur est de 5 mm sans le rostre avec un rostre de 4 mm.

### Affinités
« Le genre Balaninus est largement répandu, à l'heure actuelle, dans les régions tempérées et tempérées chaudes de l'ancien et du nouveau continent.
A l'état fossile, plusieurs espèces ont déjà été décrites, mais pas du début du Tertiaire : Balaninus Barthelemyi Hope du Sannoisien d'Aix-en-Provence, Balaninus Geinitzi Deichmuller du Miocène de Kutschlin (Bohême), ainsi que six espèces décrites par Scudder du Miocène de Florissant (Colorado) : Balaninus anicularis, B. restrictus, B. minusculus, B. duttoni, B. flexirostris, B. femoratus. ».

### Publications originales
- [2017] (en) Andrei A. Legalov, Alexander G. Kirejtshuk et André Nel, « New and little known weevils (Coleoptera: Curculionoidea) from the Paleocene of Menat (France) », Comptes Rendus. Palévol, Académie des sciences et Muséum national d'histoire naturelle, vol. 16, no 3,‎ 2017, p. 248-256 (ISSN 1777-571X, OCLC 49514571, DOI 10.1016/J.CRPV.2016.10.007, lire en ligne). .
- [1940] Louis Émile Piton, Paléontologie du Gisement Éocéne de Menat (Puy-de-Dôme) (Flore et Faune), 1940, 1-303 p.